# Ralph Kirshbaum
Ralph Henry Kirshbaum (Denton, 4 marzo 1946) è un violoncellista statunitense, che attualmente vive a Los Angeles. Durante la sua carriera ha eseguito assoli con le principali orchestre di tutto il mondo, vinto premi in diversi concorsi internazionali ed effettuato numerose registrazioni.

## Biografia

### Primi anni e formazione
Kirshbaum nacque a Denton, in Texas, e crebbe a Tyler. Suo padre, Joseph Kirshbaum (1911–1996), era violinista professionista, compositore, direttore d'orchestra, educatore musicale ed ex alunno di Yale (laureato – Davenport College 1968 e master), dove aveva anche insegnato. Dal 1944 al 1947 Joseph Kirshbaum è stato membro della facoltà dell'università del North Texas College of Music, dove diresse anche la locale orchestra sinfonica. Prima di entrare nella facoltà del North Texas Joseph Kirshbaum aveva diretto la Messiah Festival Orchestra di Lindsborg, nel Kansas. E prima aveva organizzato e diretto l'Oberlin Conservatory String Orchestra. Aveva anche insegnato archi alla Cornell University. La madre di Ralph Kirshbaum, Gertrude Morris Kirshbaum (1912–1973) ha insegnato arpa alla Texas Woman's University. Joseph Kirshbaum, per 25 anni, è stato un celebre direttore della East Texas Symphony Orchestra. Si ritirò dall'ETSO nel 1978.
Ralph Kirshbaum iniziò le lezioni di violoncello con suo padre all'età di sei anni. All'età di 11 anni continuò le lezioni con Roberta Guastafeste (nata Harrison nel 1929) che, all'epoca, faceva parte della facoltà di musica della Southern Methodist University ed era anche membro della Dallas Symphony Orchestra. All'età di 14 anni iniziò a studiare violoncello con Lev Aronson, poi con la Dallas Symphony Orchestra. Kirshbaum ha vinto numerosi premi come studente ed è apparso come solista con la Dallas Symphony all'età di 15 anni.
Kirshbaum continuò la sua formazione presso la Yale School of Music, dove studiò con Aldo Parisot. Si laureò a Yale magna cum laude e al Phi Beta Kappa con i più alti riconoscimenti del dipartimento. Nel 1968 ottenne una borsa di studio Fulbright, ma i problemi di registrazione del Servizio selettivo gli impedirono di utilizzarla.

### Carriera
Kirshbaum attirò l'attenzione internazionale quando vinse premi al Primo Concorso Internazionale Cassadó a Firenze, Italia, nel 1969 e, successivamente, al Concorso internazionale Čajkovskij a Mosca nel 1970. Fece il suo recital d'esordio londinese alla Wigmore Hall nel 1970, il suo debutto orchestrale professionale (eseguendo le Variazioni su un tema rococò di Čajkovskij nel 1972 con la New Philharmonia Orchestra di Londra) e il suo debutto a New York al Metropolitan Museum of Art nel 1976.
Nella sua lunga carriera Kirshbaum ha suonato come solista con la maggior parte delle più importanti orchestre del mondo, tra cui BBC Symphony, la Berlin Radio Symphony Orchestra, la Boston Symphony, la Chicago Symphony, l'Orchestra di Cleveland, la Dallas Symphony, la The Hallé, la Houston Symphony, la London Symphony, la Los Angeles Philharmonic, la New Philharmonia Orchestra, la Philharmonia Orchestra, la Pittsburgh Symphony, la San Francisco Symphony e molte altre. Come musicista da camera ha collaborato con Yefim Bronfman, Peter Frankl, la Juilliard String Quartet, Garrick Ohlsson, György Pauk, Itzhak Perlman, Gil Shaham, il Quartetto d'Archi Tokyo, Pinchas Zukerman ed altri. In particolare la sua collaborazione di lunga data come trio con Frankl e Pauk produsse un gran numero di concerti e registrazioni. La BBC commissionò Fourteen Little Pictures di James MacMillan per celebrare il loro 25º anniversario nel 1997. Ha partecipato a numerosi festival musicali di tutto il mondo. Fondò il RNCM Manchester International Cello Festival nel 1988 e ne fu il direttore artistico fino al suo gran finale nel 2007, che si tenne al Royal Northern College of Music, dove aveva insegnato.
Nell'autunno del 2008 Kirshbaum assunse un incarico presso la University of Southern California Thornton School of Music in qualità di presidente del dipartimento di archi e Gregor Piatigorsky Chair di violoncello, una posizione sovvenzionata. È la quarta persona a detenere la Piatigorsky Chair in Violoncello. I tre predecessori erano Lynn Harrell (1986–1993) (anche lui di Denton, Texas), Ronald Leonard (1993–2003) ed Eleonore Schoenfeld (2004–2007). Kirshbaum ha pubblicato numerose registrazioni; le selezioni dalla sua discografia sono mostrate più in basso. Il suo violoncello fu realizzato nel 1729 dal costruttore veneziano Domenico Montagnana.

### Vita privata
Ralph Kirshbaum e sua moglie Antoinette hanno un figlio, Alex, che ha studiato musica alla Rimon Music School in Israele.

## Discografia parziale
- Bach: Cello Suites. EMI/Virgin Classics. (registrazione 1993; pubblicazione 2000, 2002, 2004).
- Barber: Concerto, con Scottish Chamber Orchestra; Sonata, con Roger Vignoles, pianoforte. Virgin Classics. (2001)
- Beethoven: Trio per pianoforte in Si bemolle maggiore op. 97 Arciduca e Dvořák: Piano Trio, Op. 90 ("Dumky"), con György Pauk, violino e Peter Frankl, pianoforte. BBC.
- Brahms: Concerto doppio; Beethoven: Concerto triplo, con Pinchas Zukerman, violino, John Browning, pianoforte e London Symphony Orchestra. RCA. (1998)
- Brahms: Piano Trios, con György Pauk, violino e Peter Frankl, pianoforte. EMI/Angel.
- Elgar: Concerto per violoncello; Walton: Concerto per violoncello, con Royal Scottish National Orchestra. Chandos. (registrazione 1979; pubblicazione 1994, 2001, 2006)
- Haydn: Concerto n. 2 in Re maggiore per violoncello e orchestra; Sinfonia Concertante, con Pinchas Zukerman, violino, Gordon Hunt, oboe, Robin O'Neill, fagotto e English Chamber Orchestra. RCA/BMG. (1993)
- Prokofiev: Sonata in Do maggiore; Shostakovich: Sonata in Re minore; Rachmaninov: Vocalise, con Peter Jablonski, pianoforte. (registrazione 2005; pubblicazione 2007)
- Tippett: Concerto Triplo, con György Pauk, violino, Nobuko Imai, viola e London Symphony Orchestra. Philips/London/Decca. (1990) (prima registrazione mondiale; Rivista The Gramophone Registrazione dell'anno)